# 亚历杭德罗·卡萨尼亚斯
亚历杭德罗·卡萨尼亚斯（西班牙語：Alejandro Casañas，1954年1月29日—），古巴男子田径运动员，主攻跨栏。他曾代表古巴参加1972年、1976年和1980年夏季奥林匹克运动会田径比赛，获得二枚银牌。